# Friedrich Langthaler
Friedrich Langthaler (* 6. Juli 1893 in Schwarzenberg am Böhmerwald, Oberösterreich; † 16. Februar 1949 in Linz, Oberösterreich) war ein österreichischer Politiker (CSP, später ÖVP).

## Leben
Friedrich Langthaler, schon früh gewerkschaftlich tätig, war Postbeamter von Beruf und von 1919 bis 1938 Obmann der Christlichen Postgewerkschaft mit Amtssitz in Linz. 1945 wurde er zum Vorsitzenden der Sektion Post des Bundes der Arbeiter, Angestellten und Beamten für die Landesgruppe Oberösterreich gewählt.
1912 trat er der CSP bei, und nach dem Zweiten Weltkrieg, 1945, der neu gegründeten ÖVP.
Im Dezember 1945 wurde Langthaler in Wien als Mitglied des Bundesrats vereidigt. In dieser Funktion war er bis zu seinem Tod, im Februar 1949, tätig.